# Private Eyes (serie de televisión)
Private Eyes (anteriormente conocido como The Code) es una serie de televisión canadiense de comedia dramática creada por Tim Kilby y Shelley Eriksen que está protagonizada por Jason Priestley y Cindy Sampson, que comenzó a transmitirse en Global el 26 de mayo de 2016. La primera temporada consistió en 10 episodios. La serie está inspirada en la novela The Code de G.B. Joyce.
Una segunda temporada de 18 episodios se ha confirmado con la producción comenzando en el otoño de 2016 en Toronto. El 27 de marzo de 2017, Ion Television obtuvo los derechos exclusivos para transmitir la serie en los Estados Unidos. La primera mitad de la segunda temporada se estrenó en Canadá el 25 de mayo y concluyó el 20 de julio de 2017. Se espera que la segunda mitad salga al aire en el verano de 2018.

## Personajes

### Principales
- Jason Priestley como Matt Shade, un exjugador de hockey, que ahora es un investigador privado.
- Cindy Sampson como Angie Everett, la compañera de negocios de Shade.

### Recurrentes
- Barry Flatman como Don Shade, el padre de Matt.
- Jordyn Negri como Juliet "Jules" Shade, la hija con discapacidad visual de Matt.
- Clé Bennett como el Detective Derek Nolan.
- Ennis Esmer como el Detective Kurtis Mazhari.
- Mark Ghanimé
- Samantha Wan como Zoe Chow.
- Ruth Goodwin como Danica Powers.

### Invitados especiales
- Nicole de Boer como Becca Dorasay, la exesposa de Matt.
- Mimi Kuzyk como Nora Everett, la madre de Angie.
- Adam Copeland como Ben Fisk[2]
- Charlotte Arnold como Jen.
- Doug Gilmour como él mismo.
- Daniel Negreanu como él mismo.
- Kardinal Offishall como él mismo.